# Battus philenor
Battus philenor) là một loài bướm ngày đuôi én được thấy ở Bắc và Trung Mỹ. Chúng được tìm thấy trong các môi trường sống khác nhau, nhưng phổ biến nhất được tìm thấy trong rừng. Loài bướm này phân bố từ khắp Hoa Kỳ với Mexico, Islas Marías và lên Guatemala và Costa Rica. Nó hiếm khi lạc vào miền nam Ontario. Tại Hoa Kỳ, bướm được tìm thấy ở New England xuống Florida về phía tây tới Nebraska, Texas, New Mexico, Arizona, California, và Oregon và nhiều môi trường sinh sống khác nhau, kể cả rừng cây rụng lá, rừng, rừng nhiệt đới, sa mạc, cánh đồng, đồng cỏ, vườn hoa, và vườn cây ăn quả.

## Hình ảnh

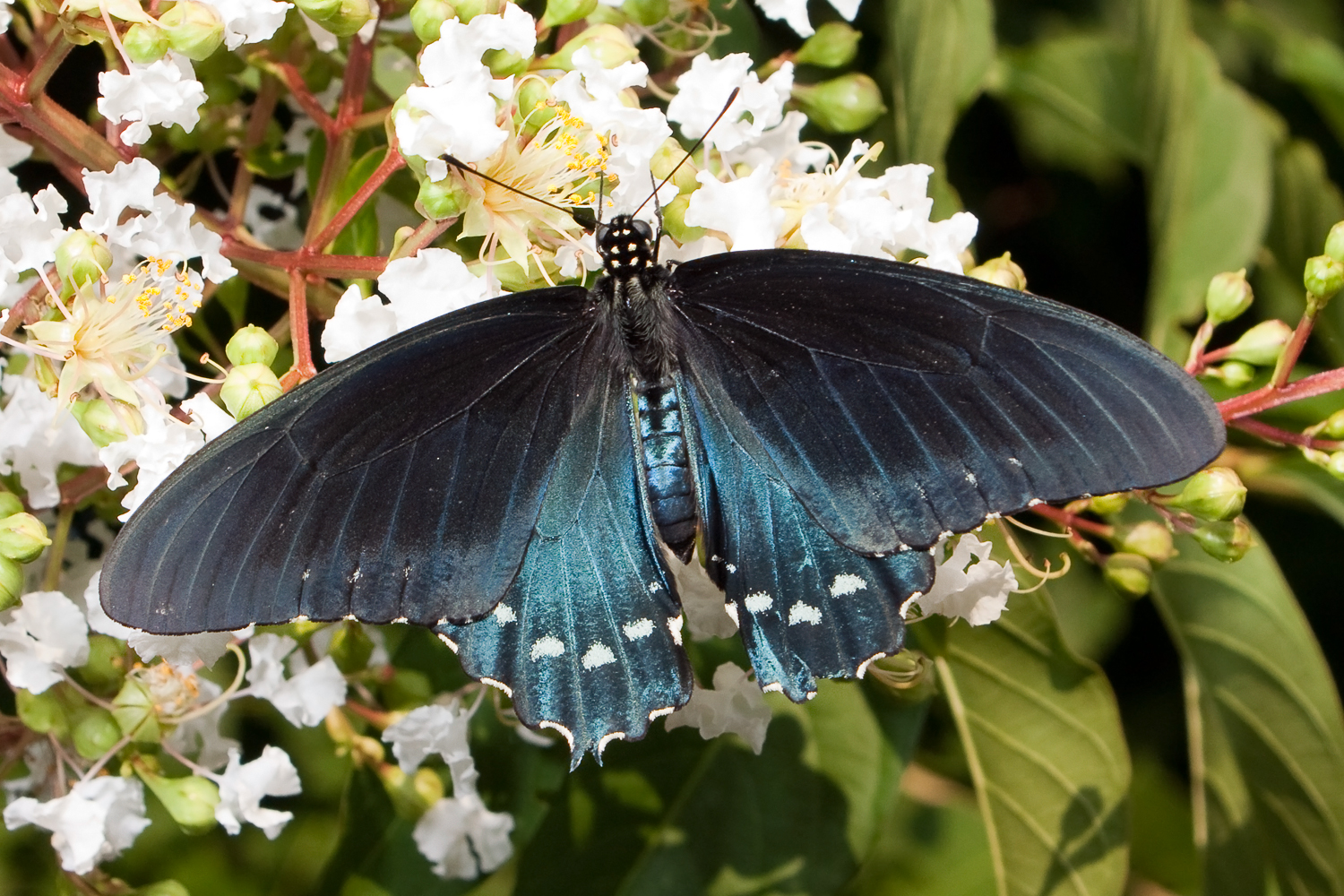
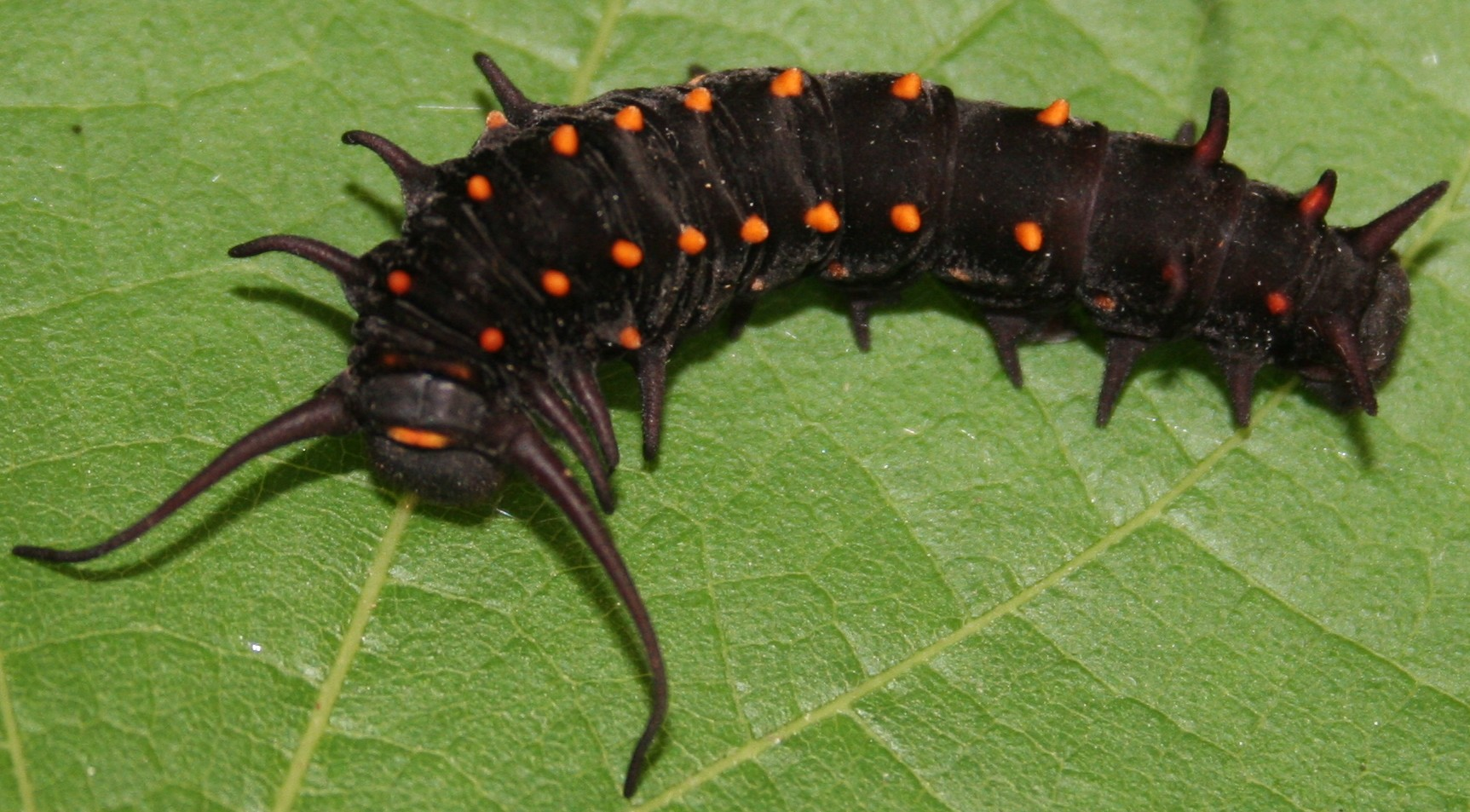
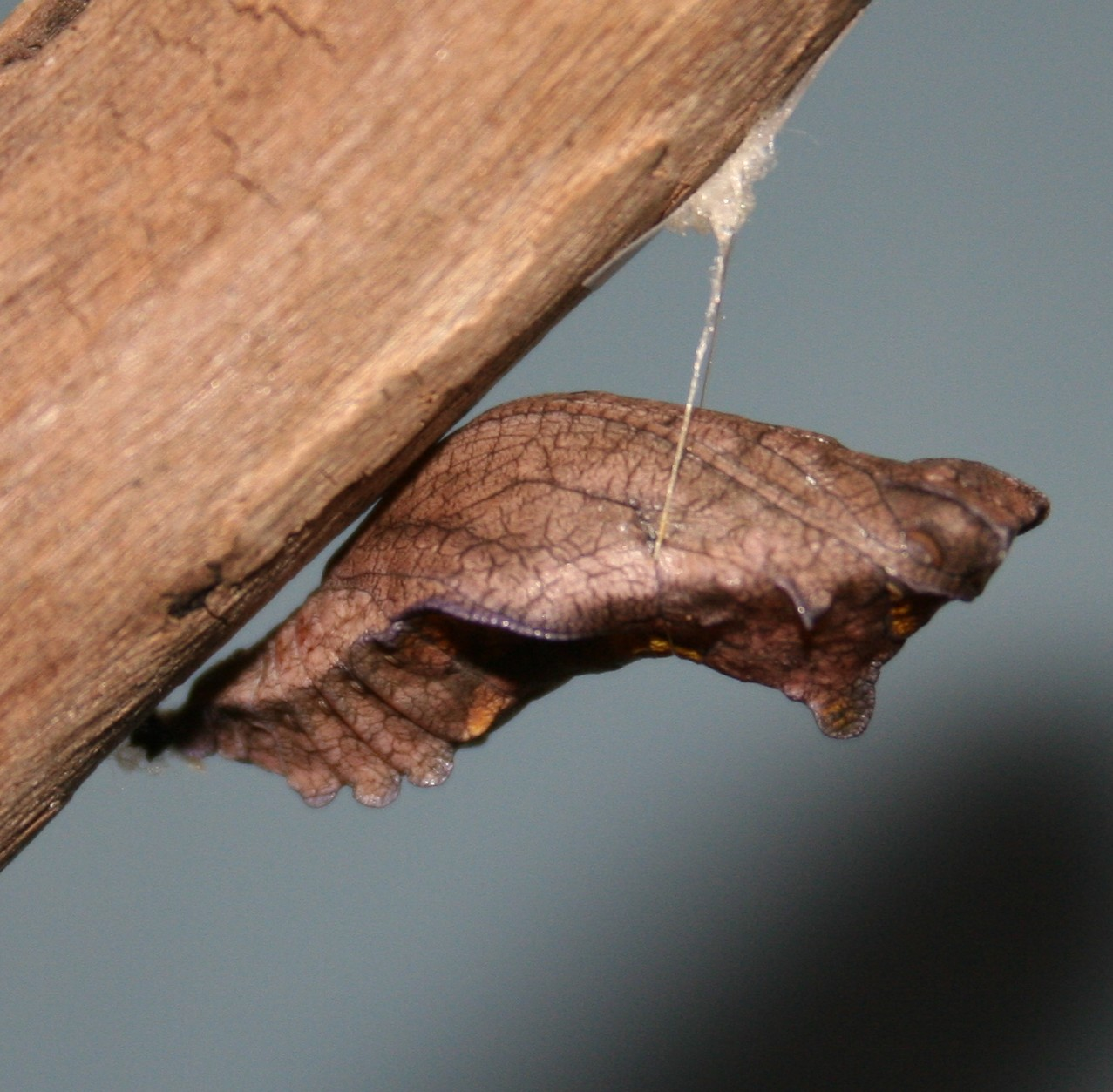
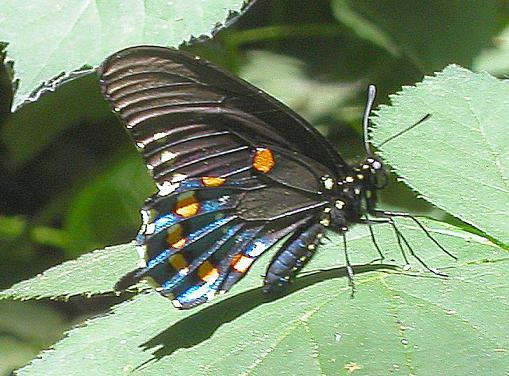
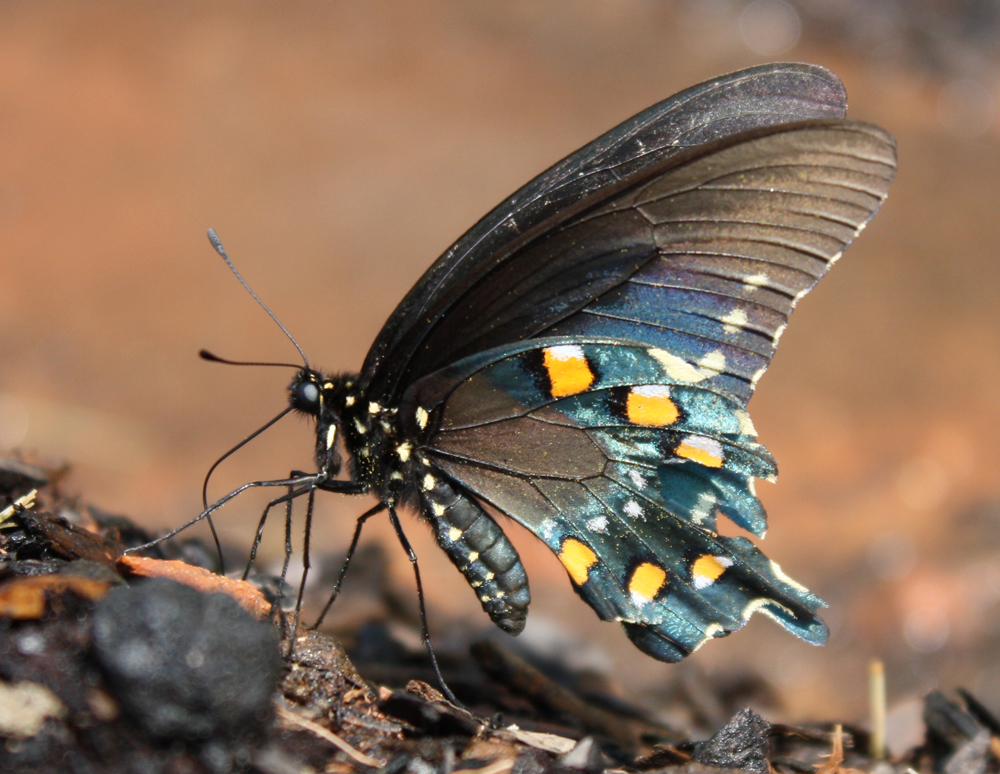